# 阿凡達系列
《阿凡達》（英語：Avatar）是一系列由詹姆斯·卡麥隆創作的美國科幻電影，由光影風暴娛樂製片，二十世紀福斯發行。該系列目前計劃推出五部曲。第一部電影《阿凡達》於2009年12月18日上映，并成為全球最高電影票房第一名（该记录曾被2019年上映的《复仇者联盟4》所击败至2021年《阿凡达》重映止）；第二部電影《阿凡達：水之道》於2022年12月16日上映。

## 電影
| 電影               | 美國上映日     | 導演          | 編劇                                   | 故事                                                         | 製片人                   | 發行                 |
| ------------------ | -------------- | ------------- | -------------------------------------- | ------------------------------------------------------------ | ------------------------ | -------------------- |
| 《阿凡達》         | 2009年12月18日 | 詹姆斯·卡麥隆 | 詹姆斯·卡麥隆                          | 詹姆斯·卡麥隆&瑞克·賈法和亞曼達·席佛&喬許·費德曼&謝恩·薩萊諾 | 詹姆斯·卡麥隆和喬恩·蘭多 | 二十世紀福斯         |
| 《阿凡達：水之道》 | 2022年12月16日 | 詹姆斯·卡麥隆 | 詹姆斯·卡麥隆、 瑞克·賈法和亞曼達·席佛 | 詹姆斯·卡麥隆&瑞克·賈法和亞曼達·席佛&喬許·費德曼&謝恩·薩萊諾 | 詹姆斯·卡麥隆和喬恩·蘭多 | 華特迪士尼工作室電影 |
| 《阿凡達：火與燼》 | 2025年12月19日 | 詹姆斯·卡麥隆 | 詹姆斯·卡麥隆& 謝恩·薩萊諾             | 詹姆斯·卡麥隆&瑞克·賈法和亞曼達·席佛&喬許·費德曼&謝恩·薩萊諾 | 詹姆斯·卡麥隆和喬恩·蘭多 | 華特迪士尼工作室電影 |
| 《阿凡達4》        | 2029年12月21日 | 詹姆斯·卡麥隆 | 詹姆斯·卡麥隆和喬許·費德曼             | 詹姆斯·卡麥隆&瑞克·賈法和亞曼達·席佛&喬許·費德曼&謝恩·薩萊諾 | 詹姆斯·卡麥隆和喬恩·蘭多 | 華特迪士尼工作室電影 |
| 《阿凡達5》        | 2031年12月19日 | 詹姆斯·卡麥隆 | 詹姆斯·卡麥隆                          | 詹姆斯·卡麥隆&瑞克·賈法和亞曼達·席佛&喬許·費德曼&謝恩·薩萊諾 | 詹姆斯·卡麥隆和喬恩·蘭多 | 華特迪士尼工作室電影 |

### 《阿凡達》
《阿凡達》於2009年12月18日在美國上映。故事設定於2154年，當時人類正在南門二恆星系生態茂盛的潘朵拉衛星上開採珍稀礦產難得素。採礦殖民地的擴張威脅到了當地部落納美人的生存：納美人是土生土長於潘朵拉星球上的有感知智慧能力的類人種族。

### 《阿凡達：水之道》
《阿凡達：水之道》于2022年12月16日上映。製作於2017年8月開始進行，主體拍攝於2017年9月25日在曼哈頓海灘開始進行，該片使用背靠背方式與《阿凡達3》同時拍攝。2018年11月14日，卡麥隆宣佈主演的拍攝已經完成。

### 《阿凡達：火與燼》
《阿凡達：火與燼》原定於2021年12月17日在美國上映。2019年5月7日，隨著福斯併入華特迪士尼旗下，迪士尼宣佈電影延期至2023年12月22日上映。2020年7月，因受2019冠状病毒病疫情影响，再次推迟至2024年12月20日。2023年6月，宣布再推遲至2025年12月19日上映。

### 《阿凡達4》
《阿凡達4》原定於2025年12月19日在美國上映，並由卡麥隆和謝恩·薩萊諾共同撰寫劇本。2020年7月，因受2019冠状病毒病疫情影响，推迟至2026年12月18日。2023年6月，宣布再延遲至2029年12月21日上映。

### 《阿凡達5》
《阿凡達5》原定於2027年12月17日在美國上映。2020年7月，因受2019冠状病毒病疫情影响，推迟至2028年12月22日。2023年6月，宣布再延遲至2031年12月19日上映。

## 迴響

### 評價
| 電影       | 爛番茄          | Metacritic    | CinemaScore |
| ---------- | --------------- | ------------- | ----------- |
| 《阿凡達》 | 82% (308篇評論) | 83 (35篇評論) | A           |

### 票房成績
| 電影               | 上映日期       | 票房收入（美元） | 票房收入（美元） | 票房收入（美元） | 票房排名 | 票房排名 | 預算    | 參考          |
| 電影               | 上映日期       | 北美             | 其他地區         | 全球             | 北美     | 全球     | 預算    | 參考          |
| ------------------ | -------------- | ---------------- | ---------------- | ---------------- | -------- | -------- | ------- | ------------- |
| 《阿凡達》         | 2009年12月18日 | 7.85億           | 21.38億          | 29.23億          | 4        | 1        | 2.37億  | [ 17 ] [ 18 ] |
| 《阿凡達：水之道》 | 2022年12月16日 | 6.84億           | 16.36億          | 23.20億          | 7        | 3        | 3.50億  | [ 19 ] [ 20 ] |
| 《阿凡達：火與燼》 | 2025年12月19日 | 待定             | 待定             | 待定             | 待定     | 待定     | 2.50億  | [ 21 ]        |
| 《阿凡達4》        | 2029年12月21日 | 待定             | 待定             | 待定             | 待定     | 待定     | 2.50億  | [ 21 ]        |
| 《阿凡達5》        | 2031年12月19日 | 待定             | 待定             | 待定             | 待定     | 待定     | 2.50億  | [ 21 ]        |
| 總計               | 總計           | 14.69億          | 37.74億          | 52.44億          | 17       | 14       | 13.37億 |               |

## 外部連結
- 互联网电影数据库（IMDb）上《阿凡達》的资料（英文）
- 互联网电影数据库（IMDb）上《阿凡達：水之道》的资料（英文）
- 互联网电影数据库（IMDb）上《阿凡達3》的资料（英文）
- 互联网电影数据库（IMDb）上《阿凡達4》的资料（英文）
- 互联网电影数据库（IMDb）上《阿凡達5》的资料（英文）